# Черепановский завод строительных материалов
Черепановский завод строительных материалов (ЧЗСМ) — завод в городе Черепаново Новосибирской области.
По состоянию на 2008 год: самое крупное предприятие в Сибири и в Новосибирской области по производству кирпича — на заводе производится четвертая часть всего кирпича области. С объёмом выпуска в 100 млн. штук кирпича в год — один из пяти заводов России и единственный за Уралом.
На 2011 год доля завода в объёме выпуска кирпича в Сибирском ФО составляла 6-7%.

## История
Завод был основан в 1912 году во время строительства железнодорожной магистрали как артель по производству кирпича для строительства привокзальных зданий.
После Великой Отечественной войны предприятие работало в тяжёлых условиях — оборудование было сильно изношено, завод работал, выпуская в год по 12-13 млн штук кирпича.
В 1959 году завод возглавил Пётр Спиридонович Гапоненко и почти 40 лет руководил заводом. Этот легендарный директор завода, сыграл выдающуюся роль в развитии предприятия — под его руководством завод пережил основной рост, полную технологическую реконструкцию и приобрёл своё нынешнее значение. Под шефством завода были построены многие социальные объекты г. Черепаново.
В 2007 году завод произвёл серьезную реконструкцию — были введены в строй новая печь для обжига, формовочный цех, сушильные камеры и др.
Во время кризиса 2008 года завод переживал тяжёлое финансовое положение — в 2009 году выручка сократилась в 4 раза, но сумел сохранить объемы производства.

## Описание
Штат — 800 человек (2010).
Сырьевой базой материалов ОАО «ЧЗСМ» является Черепановское месторождение кирпичных суглинков, находящихся в 4 километрах от завода.
Снабжение электроэнергией производится от сети «Новосибирскэнерго».
С областным центром — г. Новосибирском — связан автомобильной и железной дорогой.

## Продукция
Завод специализируется в основном на производстве кирпича и железобетонных изделий — плит, перекрытий, железобетонных стоек, бетонных блоков и др.
В структуре производства основу составляет выпуск кирпича марки М-100, а затем марки М-75.
Объемы производства (млн. кирпича): 2003 год — 65,3; 2004 год — 67; 2005 год — 68,3; 2006 год — 68,5; за 2007 год — 77 миллионов кирпича.
В 2007 году, после переоборудования завода, возможность производства кирпича достигло цифры до 100 млн штук в год, однако, в результате финансового кризиса 2008 года, на 2012 год объем производства завода сохранился на уровне 70 млн штук.